# Lac Calumet
Pour les articles homonymes, voir Calumet (homonymie).
Le lac Calumet (Lake Calumet) est la plus grande étendue d'eau située à l'intérieur des limites de la ville de Chicago, dans l'État de l'Illinois, aux États-Unis.
Autrefois, le lac Calumet se déversait par l'intermédiaire de l'émissaire de la rivière Calumet vers le lac Michigan par l'intermédiaire de deux bras : le Petit Calumet (ou Little Calumet) et le Grand Calumet (ou Greater Calumet).

## Histoire
Jusqu'aux années 1800, le lac Calumet était près du centre d'une vaste zone humide près de la pointe sud du lac Michigan. Comme dans d'autres zones humides, la région du lac Calumet et ses rivières étaient un centre de vie et de peuplement des Amérindiens. Le musée Field maintient des bases de données de données archéologiques sur ces établissements,.
Les explorateurs français Jacques Marquette et Louis Jolliet arpentèrent la région des Grands Lacs et naviguèrent sur le fleuve Mississippi en 1673. Ils firent connaissance avec les Amérindiens de la Nation des Illinois qui leur présentèrent une longue pipe que les Français nommèrent « calumet ». Ils nommèrent ce lac et son émissaire Calumet à cette occasion.

## Géographie

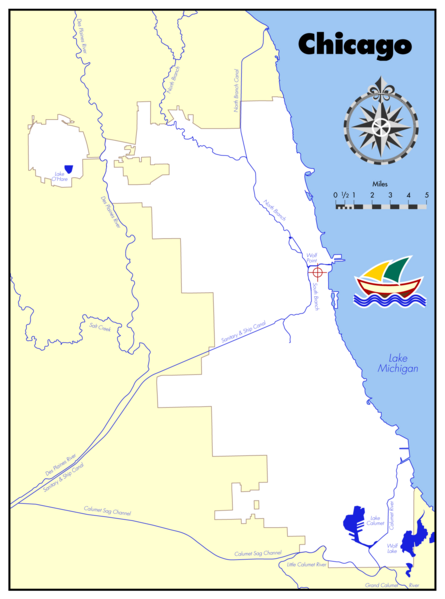
La ville de Chicago (blanc) avec le lac Calumet (bleu foncé) en bas, avec le lac Wolf.

Dès le début du XXe siècle, le lac Calumet subit les assauts de l'industrialisation qui modela et modifia profondément l'aspect de ce lac glaciaire.
Avec le développement et l'urbanisation de la ville de Chicago, le lac se retrouve dans ce qui est aujourd'hui le quartier de South Deering.
Le lac Calumet fut en partie comblé pour permettre le passage des voies ferrées et des autoroutes. Des entreprises et des industries polluantes se sont installées sur ses berges et la zone humide, qui l'entourait, par asséchement et remblayages. Les comblements et remblayages furent en grande partie effectués avec des déchets industriels et chimiques. Aujourd'hui, le lac Calumet tout comme la rivière Calumet sont inscrits parmi les zones américaines fortement polluées.
Depuis 1990, les eaux du lac Calumet se déversent également via le canal de dérivation de la rivière Calumet, vers la rivière Des Plaines et le fleuve Mississippi. Le lac Calumet contribue ainsi au bassin fluvial du Mississippi par l'intermédiaire de la rivière Petit Calumet ou Little Calumet, tout en ayant toujours une partie de ses eaux qui alimentent encore le lac Michigan par l'intermédiaire de la rivière Grand Calumet.